# Apchon
Apchon (okzitanisch ebenfalls Apchon) ist eine französische Gemeinde mit 180 Einwohnern (Stand 1. Januar 2022) im Département Cantal in der Region Auvergne-Rhône-Alpes.

## Geographie
Apchon liegt mehr als vierzig Kilometer nordöstlich von Aurillac im Norden des Départements Cantal. Das Gebirgsdorf liegt am Abhang des Bergs Puy Mary und gehört zum Gebiet des Regionalen Naturparks Volcans d’Auvergne. Das Gemeindegebiet durchquert der Fluss Rhue de Cheylade (auch Petite Rhue). Nachbargemeinden sind Marchastel im Nordosten, Saint-Hippolyte im Südosten und Süden, Collandres im Südwesten und Westen sowie Riom-ès-Montagnes im Nordwesten.

## Bevölkerungsentwicklung
| Jahr                       | 1962 | 1968 | 1975 | 1982 | 1990 | 1999 | 2006 | 2012 |
| Einwohner                  | 510  | 455  | 352  | 313  | 257  | 242  | 208  | 205  |
| Quellen: Cassini und INSEE |      |      |      |      |      |      |      |      |

## Sehenswürdigkeiten
In der Gemeinde gibt es einige Sehenswürdigkeiten. Dazu zählen:
- die romanische Dorfkirche Saint-Blaise
- die Schlossruine
- alte Häuser im Dorfzentrum, in Auteuil und in La Chapelle
- das Schloss La Chalaine
- eine gefasste Quelle Saint-Etoy
- Wegkreuze
- die Landschaft, die zu einem regionalen Naturpark gehört

Quelle:

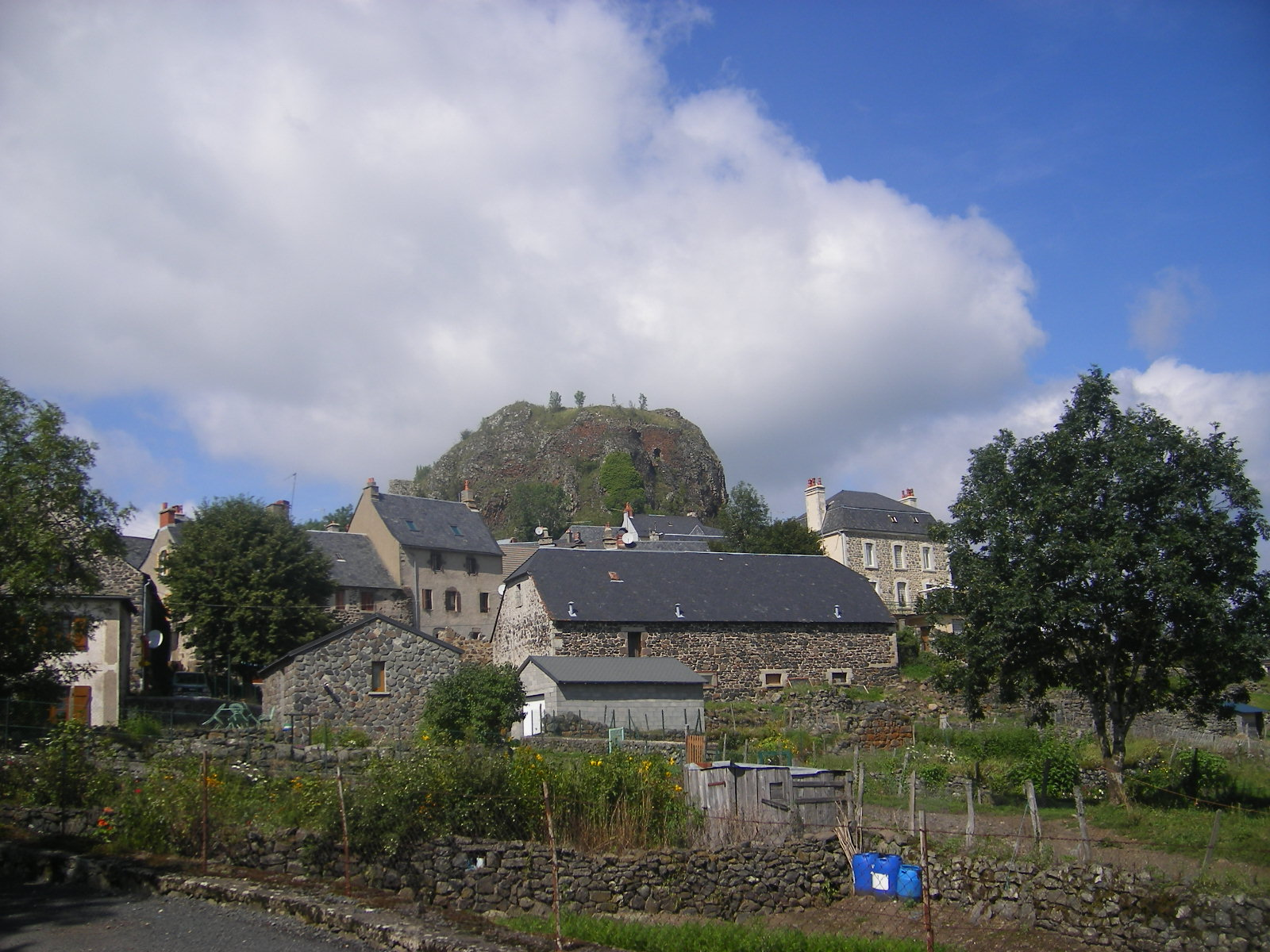
Der Ort Apchon
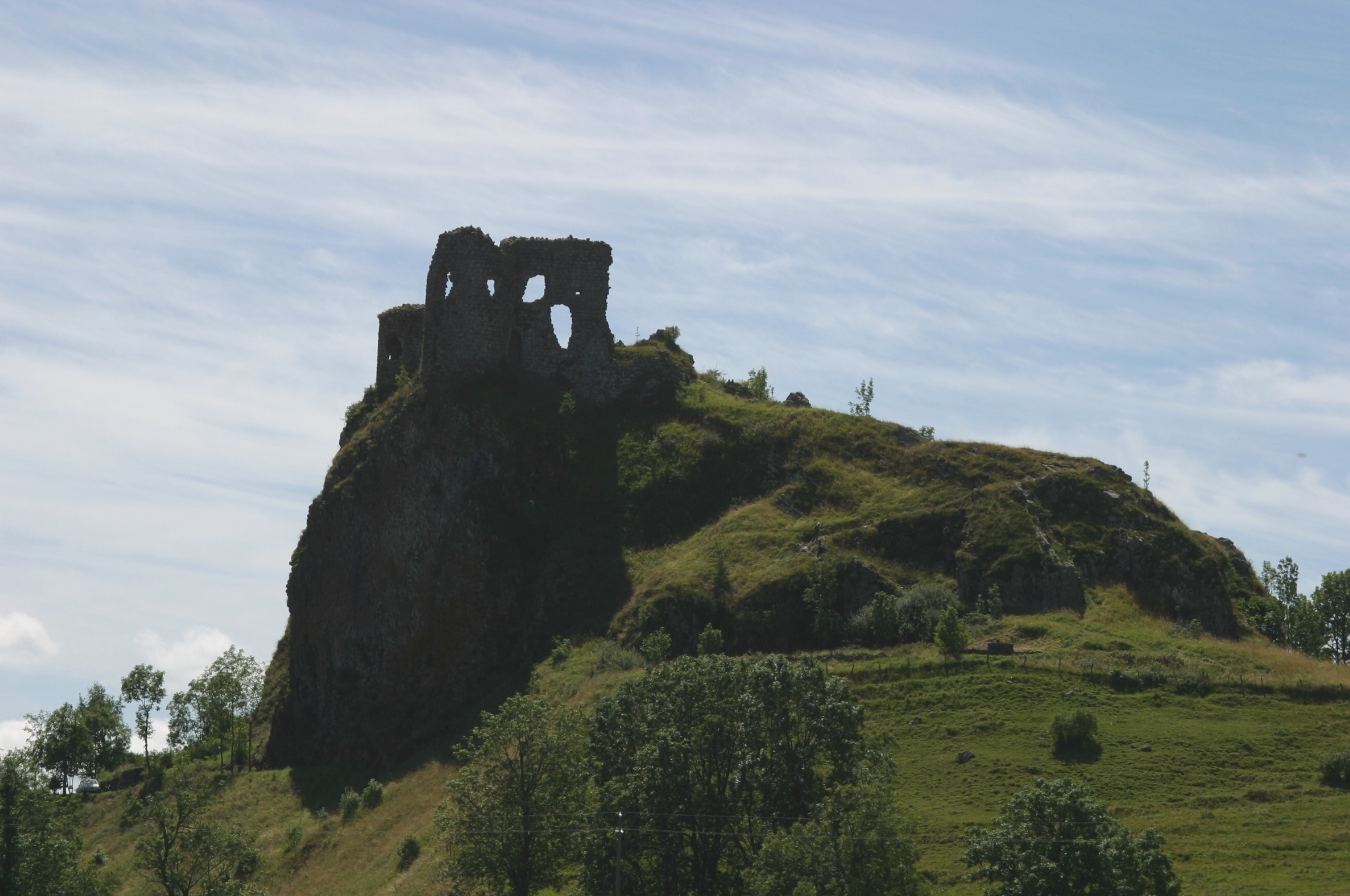
Die Schlossruine von Apchon
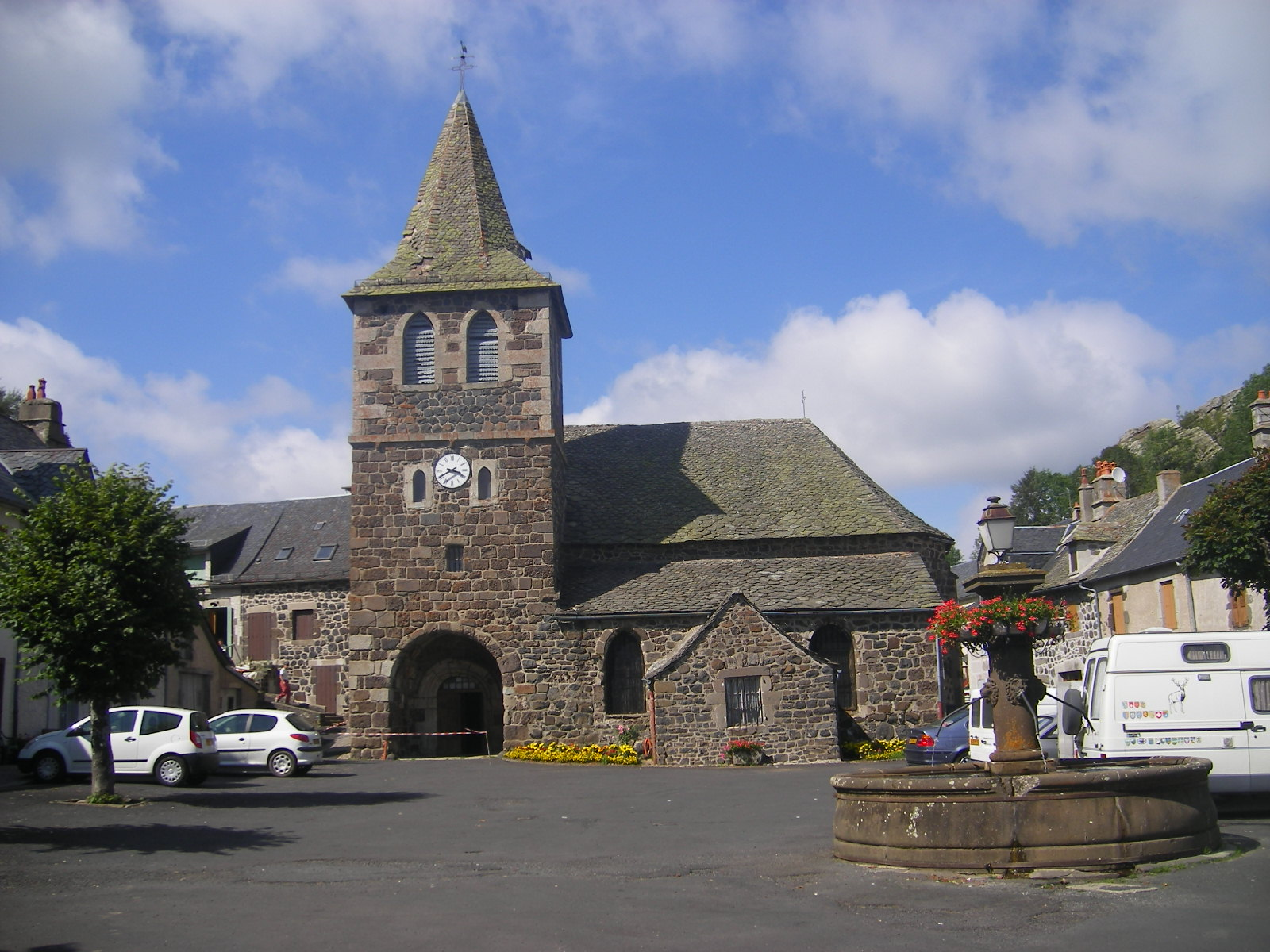
Die Dorfkirche Saint-Blaise in Apchon